# برنامه‌ریزی نشده
برنامه‌ریزی‌نشده به (انگلیسی:Unplanned) یک فیلم زندگی‌نامه‌ای، درام محصول آمریکا در سال ۲۰۱۹ می‌باشد.

## بازیگران
- اَشلی برچر به عنوان ابی جانسون
- بروکس رن
- روبیا لامورت
- جرید لوتس
- اما ال رابرتس
- رابین دمارکو
- رابرت توماسون
- تینا تونر